# Eugenia sturrockii
Eugenia sturrockii är en myrtenväxtart som beskrevs av Richard Alden Howard. Eugenia sturrockii ingår i släktet Eugenia och familjen myrtenväxter. Inga underarter finns listade i Catalogue of Life.